# Qubba almoravide

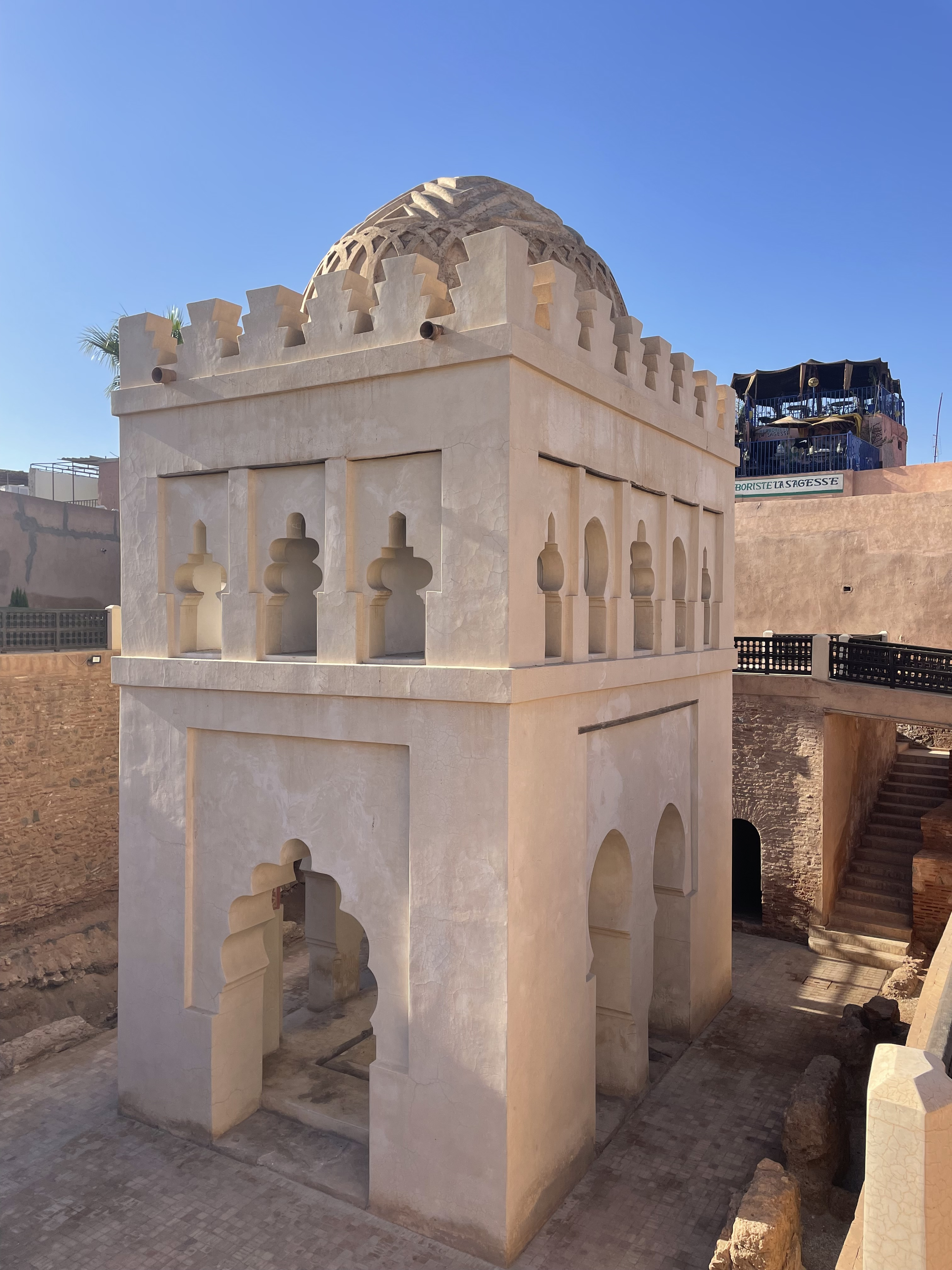

La Qubba almoravide, ("la cupola almoravide") - in Arabo القبة المرابطية, al-Qubba al-Murābiṭiyya; in Francese "Qoubba Almoravide" - è un edificio risalente all'XI-XII secolo situato a Marrakesh, in Marocco, iniziata nel 1064 durante il regno del sultano almoravide Yūsuf ibn Tāshfīn e completata nel 1117, durante il regno del figlio ʿAlī ibn Yūsuf.

## Storia e descrizione
La cupola si trova accanto al Museo di Marrakech e si trova a circa 40 metri a sud della moschea Ben Youssef. Si tratta dell'unico esempio rimasto di pura architettura almoravide a Marrakesh, visto che tutti gli altri edifici costruiti dalla dinastia furono ritoccati, modificati, ampliati o distrutti dalle dinastie successive. 
La cupola venne ristrutturata nel XVI secolo dalla dinastia Sa'diana. La cupola veniva utilizzata per le abluzioni prima della preghiera, l'acqua veniva portata dal sistema idraulico dei qanat, che terminava in un serbatoio in cui tubi di bronzo sotterranei portavano l'acqua ai bacini. La struttura aveva anche un sistema di servizi igienici, docce e rubinetti per l'acqua potabile.

La cupola faceva parte di una moschea almoravide oggi andata distrutta. 
L'interno della cupola è riccamente decorato con motivi floreali (pigne, palme e foglie d'acanto) e calligrafia araba. I materiali utilizzati per la sua costruzione sono il marmo e il legno di cedro. All'ingresso, nella parte superiore della camera vi è l'iscrizione:
L'iscrizione si riferisce al califfo abbaside al-Muqtadī. Altre scritte rendono omaggio al sultano almoravide ʿAlī ibn Yūsuf.